# Campo de concentração de Gross-Rosen
Gross-Rosen (em alemão:  Konzentrationslager Groß-Rosen) foi um campo de concentração nazista existente na Alemanha durante a II Guerra Mundial, localizado no vilarejo de Gross-Rosen, perto da então fronteira polonesa, na Baixa Silésia, hoje conhecido como Rogoźnica, na Polônia. Cerca de 40.000 homens e mulheres morreram nele e em seus subcampos durante seus anos de operação.
Em 1944, no ápice de seu funcionamento, Gross-Rosen tinha cerca de 100 subcampos distribuídos em áreas próximas pela Alemanha oriental, Tchecoslováquia e no território da Polônia ocupada pelo III Reich. Nesta época, a população total do campo equivalia a 11% de todos os prisioneiros dos nazistas em campos de concentração.

## O campo
Gross-Rosen foi construído no verão de 1940 como um campo-satélite do campo de concentração de Sachsenhausen de Oranienburg. Inicialmente, o trabalho escravo era realizado numa grande pedreira pertencente à SS-Deutsche Erd- und Steinwerke GmbH, departamento da SS de trabalhos forçados. No outono de 1940, a utilização do trabalho escravo na Alta Silésia foi assumida por uma nova organização, a Schmelt, criada sob as ordens diretas de Heinrich Himmler e batizada com o nome de seu líder, SS-Oberführer Albrecht Schmelt. A empresa foi encarregada de dar emprego nos campos, com os judeus trabalhando apenas por comida. Sua localização, próxima à fronteira da Polônia ocupada, tinha grandes vantagens. Os prisioneiros eram colocados para trabalhar na construção de um sistema de subcampos para poloneses expulsos dos territórios anexados pelos nazistas. Ele se tornou um campo independente em 1 de maio de 1941. A medida que o complexo de subcampos crescia, a maioria dos internos era posta para trabalhar nas novas empresas nazistas ligadas a estes novos campos.
Em outubro de 1941 a SS transferiu cerca de 3000 prisioneiros de guerra soviéticos para Gross-Rosen para serem executados por fuzilamento. O campo era conhecido por sua brutalidade na adoção da política de  Nacht und Nebel, uma diretriz alemã criada por Adolf Hitler para fazer "desaparecer" sem deixar rastros prisioneiros de determinadas categorias. Muitos deles morreram trabalhando na pedreira de granito. O tratamento brutal dados aos prisioneiros políticos e aos judeus não era feito apenas pelos guardas dos campos nem pelos prisioneiros criminosos que atuavam como kapos da guarda SS, mas em menor extensão também pela administração alemã da pedreira, responsável pela negação de atendimento médico e pelas rações de fome a que os prisioneiros eram submetidos. Em 1942, para os prisioneiros políticos, a tempo média de sobrevivência era de menos de dois meses.
Devido a uma mudança na política alemã em agosto de 1942, o tempo de sobrevivência dos prisioneiros aumentou pela necessidade de que eles trabalhassem como escravos para a indústria de guerra alemã. Entre as empresas que se beneficiaram destes trabalhadores de campos de concentração estavam fabricantes de aparelhos eletrônicos como a Blaupunkt e a Siemens e empresas diversas como a Krupp, IG Farben e Daimler-Benz. Alguns prisioneiros que não eram capazes de trabalhar mas ainda não deviam ser mortos eram enviados para o campo de Dachau. A maioria dos internos era de judeus, trazidos inicialmente de Dachau e Sachsenhausen e depois de Buchenwald. Durante a existência de Gross-Rosen, a grande maioria dos judeus no campo vinha da Polônia e da Hungria, com contingentes menores provenientes da Bélgica, França, Holanda, Grécia, Iugoslávia, Eslováquia e Itália.

### Subcampos
No auge de sua atividade em 1944, o complexo prisional de Gross-Rosen tinha crescido para cerca de 100 subcampos, localizados no leste da Alemanha, na Tchecoslováquia e a na Polônia. Em seus estágios finais, a população total do complexo campo-subcampos equivalia a 11% de todos os prisioneiros em campos nazistas na época. Um total de 125.000 prisioneiros passaram por ele em seu período de operação, com 40.000 deles sendo exterminados no local, durante marchas da morte ou evacuação forçada por trens. Um de seus prisioneiros e sobreviventes mais famosos foi Simon Wiesenthal, o escritor e caçador de nazistas austríaco, que teve o dedão do pé direito amputado depois que uma pedra caiu em seu pé quando trabalhava na pedreira.
Um total de 500 guardas femininas das SS serviram e foram treinadas em Gross-Rossen e integraram as equipes de guarda dos subcampos de Brünnlitz, Graeben, Gruenberg, Gruschwitz Neusalz, Hundsfeld, Kratzau II, Oberaltstadt, Reichenbach e Schlesiersee Schanzenbau. Foi no primeiro deles, Brünnlitz, na Tchecoslováquia, que os judeus resgatados por Oskar Schindler foram aprisionados.
Gross-Rosen foi libertado pelo Exército Vermelho em 13 de fevereiro de 1945.

## Comandantes
Como subcampo formal de  Sachsenhausen, entre agosto de 1940 e maio de 1941:
- SS-Untersturmführer Georg Gussregen e SS-Untersturmführer Anton Thumann –  o primeiro desapareceu ao final do conflito e o segundo foi preso e executado na forca em outubro de 1946 por crimes contra a humanidade.[8]

Como campo independente entre maio de 1941 e fevereiro de 1945:
- SS-Obersturmbannführer Arthur Rodl, maio de 1941 a setembro de 1942 – suicidou-se com uma granada em abril de 1945, pouco antes da rendição nazista.[9]
- SS-Hauptsturmführer Wilhelm Gideon, setembro de 1942 a outubro de 1943 – dado como desaparecido após o fim da guerra, com seu último posto conhecido na Dinamarca ocupada, em 1975 teria reaparecido dando uma entrevista para o historiador israelense Tom Segev; no meio da entrevista, porém, a encerrou dizendo ser apenas um homônimo do ex-comandante de Gross-Rosen e desapareceu em seguida.[10]
- SS-Sturmbannführer Johannes Hassebroek, outubro de 1943 até a libertação – preso ao final da guerra pela resistência tcheca e entregue aos britânicos, foi julgado e condenado à morte por crimes contra a humanidade, mas teve a pena inicialmente comutada para prisão perpétua e depois para 15 anos, sendo libertado em 1954. Morreu em 1977.[11]

## Galeria

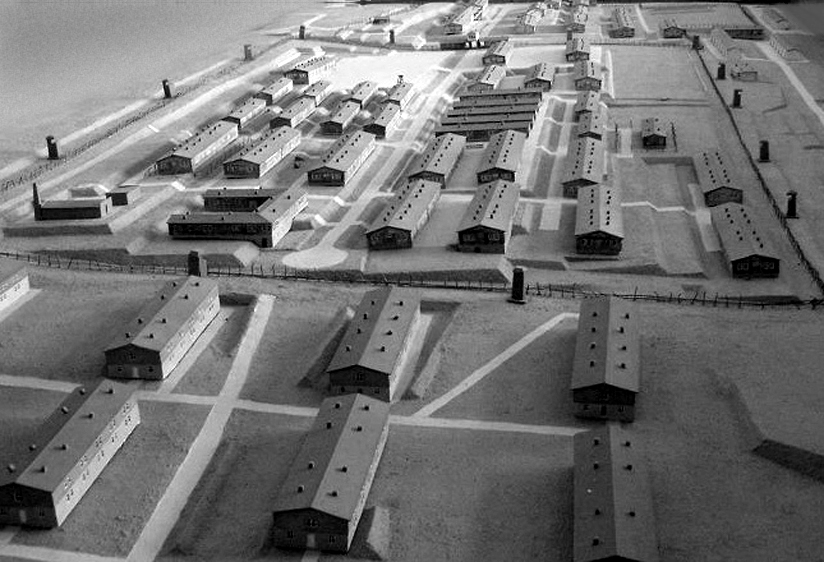
Maquete do campo em exibição no Museu de Rogoźnica.
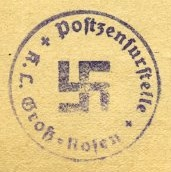
Selo postal do campo (1943)
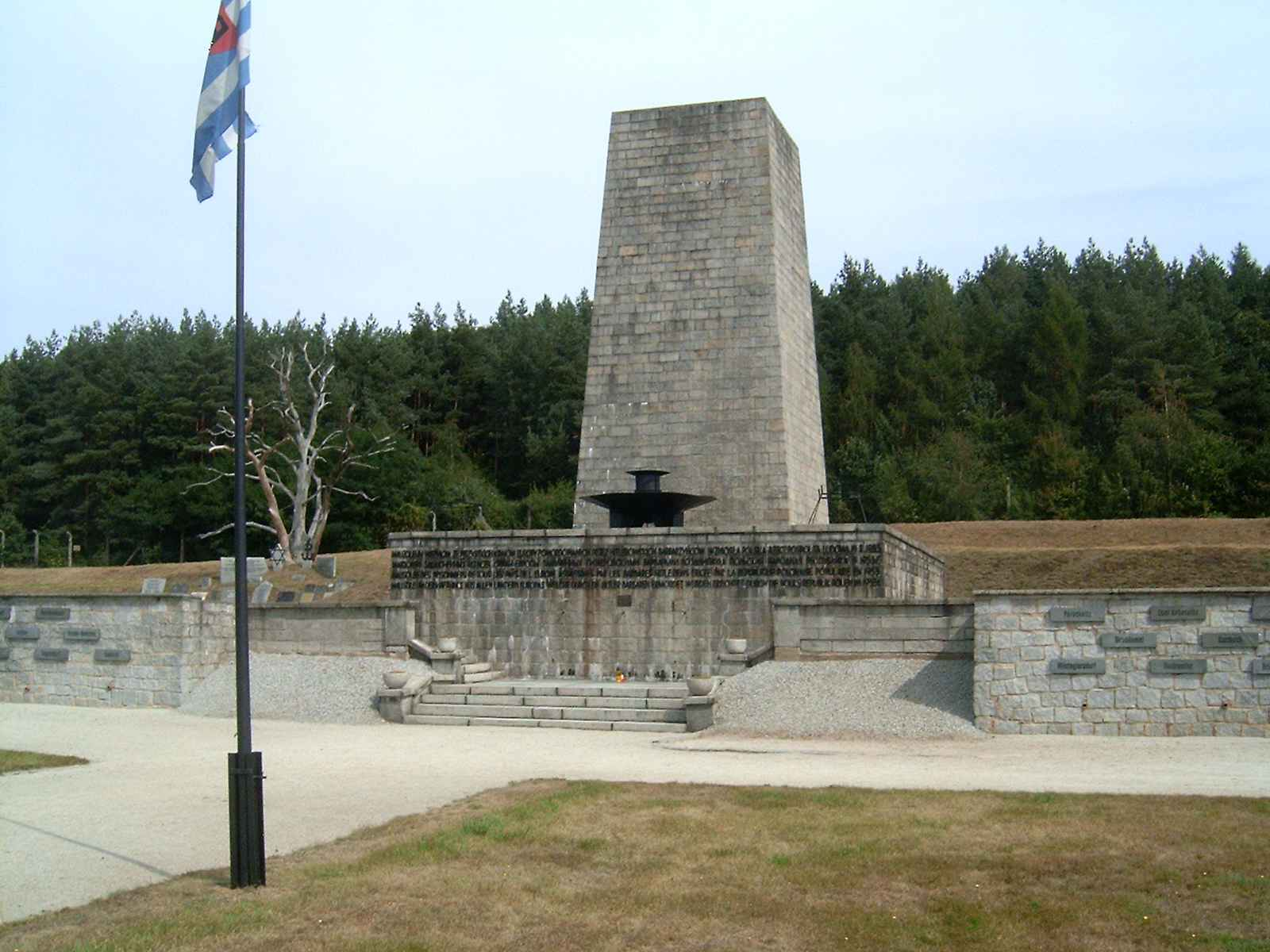
Memorial para as vítimas.
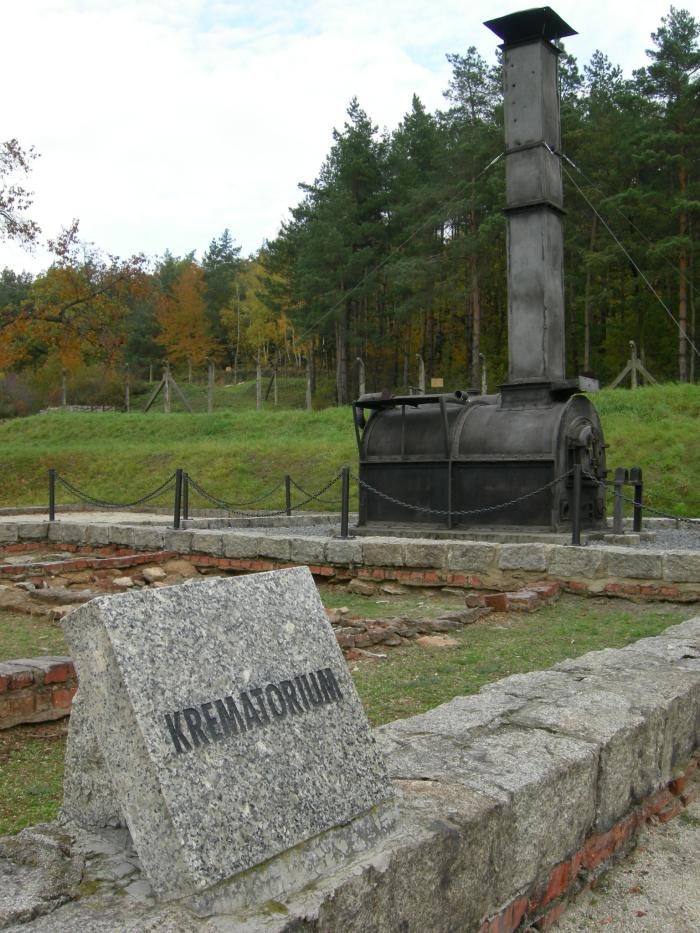
Marco do antigo crematório.
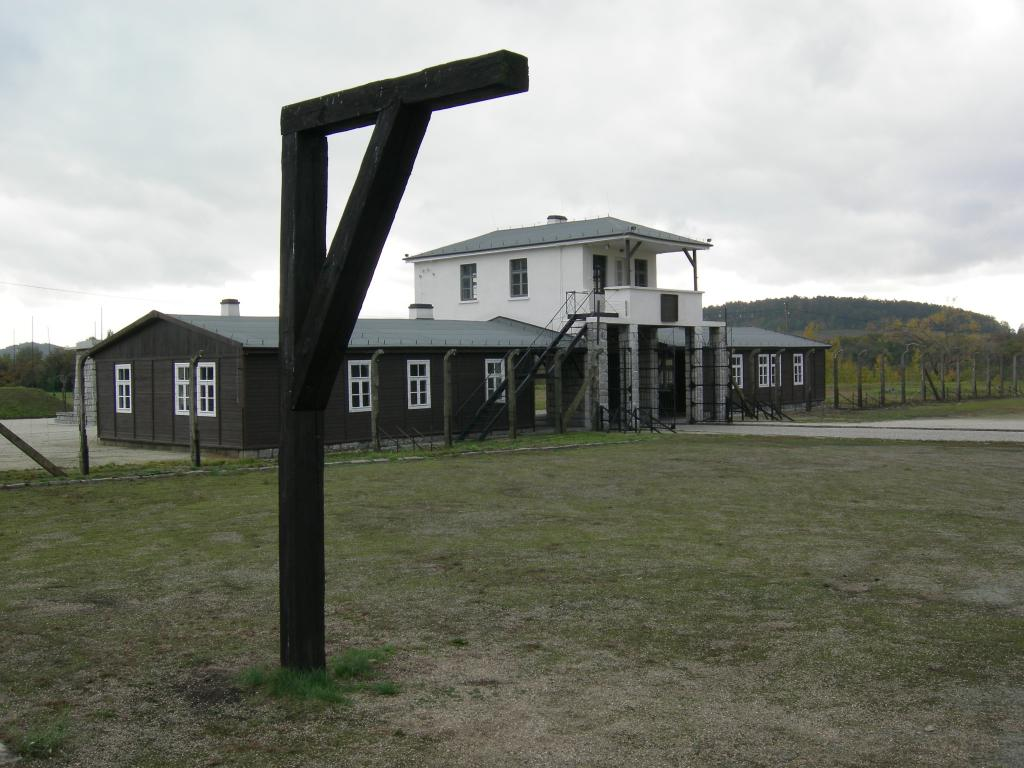
Interior do campo a partir da entrada (2005).